# 横井徹
横井 徹（よこい とおる、1938年〈昭和13年〉3月3日 - ）は、日本の俳優。京都府出身。身長170cm。体重70kg。血液型はO型。劇団朋友所属。劇団くるみ座付属研究所、劇団俳優座第13期生を経て、1964年に劇団新人会に入団。以前は六芸社、九プロダクションに所属していた。京都府立山城高等学校卒業。

## 出演作品

### 映画
- ドレイ工場（1968年） - 田口書記長
- コント55号水前寺清子の大勝負（1970年） - 三木
- 喜劇 夜光族（1971年） - 純平

### テレビドラマ
- 郷野の鐘（1964年）
- 判決 第100話「夜明けの歌」（1964年）
- 名古屋駅前（1964年 - 1965年）
- 廃屋の島（1965年）
- おはなはん（1966年 - 1967年）
- ウルトラQ 第16話「ガラモンの逆襲」（1966年） - 電波研究所係官
- 春雷（1967年）
- あゝ同期の桜 第14話「祖国よ永遠に」（1967年）
- 三匹の侍 第5シリーズ 第22話「燃える」（1968年） - 峰岸
- 泣いてたまるか 第76話「おゝ怪獣日本一」（1968年）
- 孤独のメス 第2話（1969年）
- フジ三太郎 第32話「サラリーマン(秘)哀歌」（1969年）
- 大変だァ（1970年）
- 右むいて左（1972年）
- お母ちゃん笑って（1973年）
- サッちゃんきれいになったよ（1977年7月17日、TBS） - 山本先生
- 女と味噌汁 その36（1978年）
- 松本清張おんなシリーズ・記憶（1978年）
- 道（1978年 - 1979年）
- おんなの家 その10（1980年）
- 松本清張シリーズ・天才画の女（1980年） - 記者
- 山椿（1980年）
- 徳川家康（1983年） - 上杉景勝
- 忠臣蔵　女たち・愛（1987年）
- ああわが家（1989年）

### 舞台
- オッペケペ
- お嫁に行きたい!!
- 早春の賊
- ターニャ
- 旦那さま大事
- 深川安楽亭
- 嫁しゅうとめ